# Рок, Жаклин
Жакли́н Рок или Жаклин Пикассо́ (фр. Jacqueline Roque; 24 февраля 1927, Париж, Франция — 15 октября 1986, Мужен, Франция), известна как муза и вторая жена Пабло Пикассо. Их брак продлился 11 лет, вплоть до смерти Пикассо, который создал более 400 её портретов, больше, чем любой из других своих возлюбленных.

## Молодость
Родилась в 1927 году в Париже. Жаклин было всего два года, когда отец бросил мать и её четырёхлетнего брата. Этого Жаклин никогда не могла простить. Мать растила ее в стесненных условиях в домике консьержей недалеко от Елисейских полей, долгие часы работая швеей. Жаклин было 18 лет, когда её мать умерла от инсульта. В 1946 году она вышла замуж за Андре Ютена (André Hutin), инженера, и родила от него дочь, Катрин Ютен-Бле. Молодая семья переехала в Африку, где Андре Ютен работал, но спустя четыре года они вернулись назад во Францию, где и развелись. Жаклин поселилась на Французской Ривьере и устроилась на работу в магазин в Валлорисе, принадлежащий её кузине.

## Знакомство и жизнь с Пикассо
Пабло Пикассо впервые увидел Жаклин в 1953 году, когда ей было 26 лет, и ему — 72 года. Он стал ухаживать за ней. Изображения Жаклин стали появляться на картинах художника с мая 1954 г. Эти портреты характеризуются искажениями реальной Жаклин, преувеличенной шеей и кошачьим лицом. Постепенно, от картины к картине, на изображениях, её тёмные глаза и брови, высокие скулы, и классический профиль стали более узнаваемыми деталями на его более поздних работах. Он приходил к ней ежедневно. Нарисовал на её доме мелом голубя. Каждый день дарил ей одну розу, пока через полгода она не согласилась встречаться с ним. В 1955 году, когда его первая жена Ольга Хохлова умерла, овдовевший Пикассо получил право вступить в новый брак. С Жаклин они поженились только через шесть лет, 2 марта 1961 года. В 1963 году художник написал сто шестьдесят её портретов, и продолжил и далее рисовать её, во всё более отвлеченных расплывчатых формах, вплоть до 1972 года.

## После Пикассо
8 апреля (по другим источникам 9 апреля) 1973 года Пабло Пикассо умер в возрасте 91 года. У Жаклин от него детей не было. Поскольку погребение художника состоялось на частной территории, принадлежавшей его замку, Жаклин удалось предотвратить присутствие на его похоронах детей Пикассо, Клода и Паломы, рождённых вне брака от связи художника с Франсуазой Жило, которая была его спутницей между 1943 и 1953 годами.
С 1973 года Франсуаза Жило стала бороться с Жаклин за раздел имущества художника. Жило и её дети и ранее, ещё при жизни художника, безуспешно пытались оспорить его волю на том основании, что Пикассо был психически болен. В конце концов стороны договорились о создании Музея Пикассо в Париже, который был открыт в 1985 году.
Жаклин Рок (Пикассо) застрелилась из пистолета в 1986 году, на 61-м году жизни. Согласно её воле, похоронена рядом со своим мужем Пабло Пикассо, в парке его замка Вовенарг.